# Cemitério Judaico de Kuppenheim

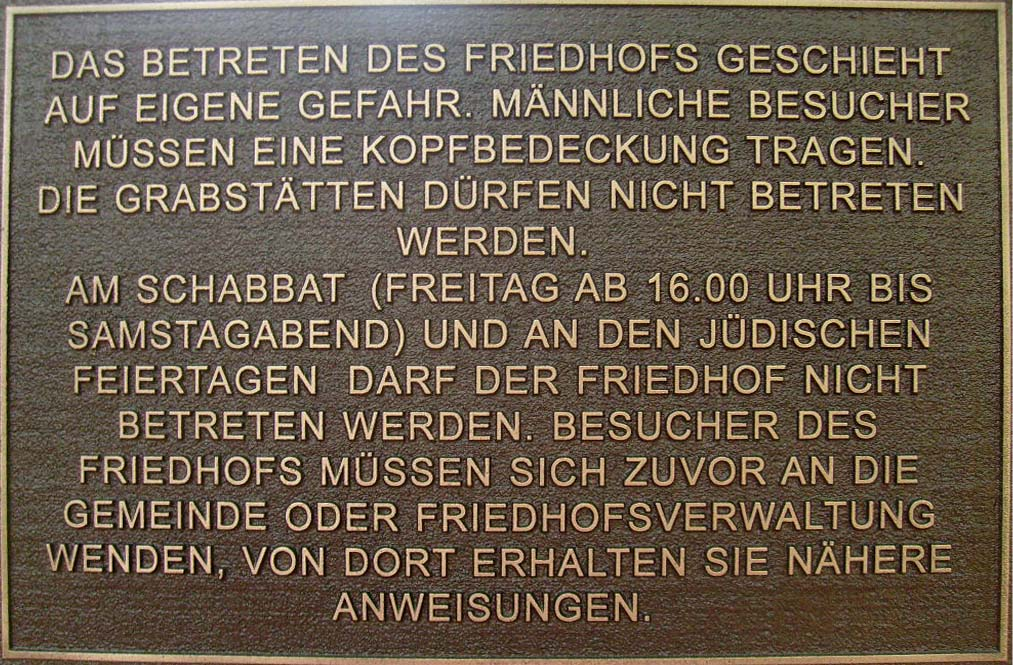
Placa informativa no Cemitério Judaico de Kuppenheim

O Cemitério Judaico de Kuppenheim (em alemão:  Jüdische Friedhof Kuppenheim) é um cemitério judaico em Kuppenheim, uma cidade do distrito de Rastatt, em Baden-Württemberg, Alemanha. O cemitério é um monumento histórico, localizado fora dos limites locais na Stadtwaldstraße.